# Alpi (azienda)
Alpi è una società per azioni italiana, con sede a Modigliana in provincia di Forlì-Cesena, che produce superfici decorative in legno composto.

## Storia
Alpi fu fondata da Pietro Alpi nel 1919 a Modigliana (FC). Da piccolo laboratorio di alta ebanisteria si trasforma, con l'ingresso in azienda del figlio Valerio negli anni cinquanta, in attività industriale.  Nel 1961 viene presentato Alpilignum, il primo tranciato precomposto e tutt'oggi prodotto più rappresentativo dell'azienda..
Negli anni '70, Alpi si apre ai mercati internazionali e, nel 1975, apre il primo stabilimento in Camerun, grazie all'intuizione di Valerio Alpi che decise di costruire una chiatta adibita a stabilimento trasportabile.
Con l'ingresso di Vittorio Alpi in azienda, negli anni '80, si registra un profondo riposizionamento dell'immagine che porta a collaborazioni con importanti designer italiani come Clino Castelli, Aldo Cibic, Dino Gravina, Pierluigi Ghianda, Angelo Mangiarotti, Alessandro Mendini, Matteo Ragni, Ettore Sottsass, Matteo Thun, Marco Zanini e Piero Lissoni (dal 2015 Art Direction dell'azienda).

## Certificazioni
- FSC®[2]    (Licenza FSC-C004666)

Garantisce la provenienza da foreste gestite in maniera corretta e responsabile, secondo rigorosi standard ambientali, sociali ed economici.
- OLB

Attesta la legalità e la tracciabilità delle operazioni forestali e di trasformazione industriale del legno in Camerun.
- Dichiarazione EU Timber Regulation

A garanzia della massima tutela sulla legalità dell'origine del legno.
- Certificazione di provenienza del Pioppo.